# عیاضی برباس
عیاضی برباس (به عربی: العياضي برباس) یک شهرداری در الجزایر است که در استان میله واقع شده‌است.
 عیاضی برباس  ۷٬۱۸۹ نفر جمعیت دارد.